# Johan Oxe till Tordsjö
Johan Oxe till Tordsjö, död omkring år 1490, var ett danskt riksråd. 
Han var son till riksrådet Peder Oxe till Asserbo och hans hustru Mette Godov, och var förmodligen den Johannes Petri som år 1444 immatrikulerades vid universitetet i Erfurt. 
År 1451 och 1453 var han hofsinde och skrev sig då ännu till sin fädernegård Asserbo, men strax efter blev han ägare till Tordsø (svenska: Torsjö) i Skåne vid sitt äktenskap genom sitt giftermål med den förmögna änkan Birgitte Bondesdotter Thott, gift första gången med Peder Magnusson Brahe och andra giftet med Folmer Knob (Follert van Knobe). Vid det sista skiftet efter hennes föräldrar 1470 blev han även ägare till Brødager Hovedgård i Halland. Ungefär samtidigt med giftermålet förlänades han Krogen (det senare Kronborg) och Søborg, som Folmer Knob haft, samt Köpenhamns slott. År 1455 var han riksråd, och hans namn förknippas härefter med de flesta av tidens viktigaste regeringshandlingar.. 
År 1457 blev han riddare vid Kristian I:s kröning i Uppsala, och 1468 ledde han med Oluf Ged en här, som sändes till Skåne för att inta Ivar Axelssons gård Lillö, men belägringen misslyckades.
Vid den tiden hade Oxe, som 1466 ännu hade Krogens län, blivit länsman på Helsingborgs slott. De följande åren deltog han i förhandlingar med svenskarna, och var sändebud vid alla de möten som hölls 1468, 1472, 1473, 1474 och 1476, först i Halmstad, och de senare åren i Kalmar. 
Dessutom hade han mindre pantlän på Lolland och Falster; men när dessa överlämnades till drottningen, fick han 1473 istället fogderiet (se: fögderi) i Landskrona. När kung Hans år 1486 drog till Norge, överlämnades tillfälligt  ansvaret att styra över Skåne till Oxe. Dessutom blev han hovmästare hos änkedrottning Dorothea och ledsagade drottningen på hennes resa till Rom år 1488.
Hustrun Birgitte dog år 1474, då tog han sig istället en ung hustru, Inger Torbensdatter Bille, och genom henne fick han Nielstrup på Lolland. Han var far till Torben Oxe till Lundegård, Johan Oxe till Nielstrup och Oluf Oxe till Asserbo. 
Förutom de nämnda huvudgårdarna förvärvade han dels vid köp, dels vid pant större eller mindre andelar i Slimminge, Bæltebjerg, Højby och Sjörup i Skåne, Lundegård på Lolland, Bjergbygård på Själland, liksom han 1456 köpte Vixø Hovedgård, men han sålde den kort därefter till kungen. Förutom bøndergods (lantgegendomar tillknutna huvudgårdar) förvärvade han köpinggårdar i Helsingör, Roskilde, Køge, Næstved, Malmö och Landskrona, samt hade även klostergods till hyra såväl av Sorø, Esrum, samt nunneklostren i Roskilde och Sankt Peders kloster i Lund. 
Han instiftade i 1480 ett altare i Sankt Johannes kyrka i Landskrona och byggde år 1483 ett kapell i Sankt Olai Kyrka i Helsingör.
Han dog omkring 1490, åtminstone var hans hustru Inger änka i maj 1491.